# Vesse
Vesse (m. 1344) fue un caudillo de los osilianos en Saaremaa, (Estonia) durante los acontecimientos del levantamiento de la noche de San Jorge. No se conoce nada sobre su figura o reinado a excepción de la cita en la crónica rimada de Livonia donde se le menciona como rey de Saaremaa. En febrero de 1344 la Orden Livona comandados por Burchard von Dreileben invadieron Saaremaa accediendo a la isla por el mar helado y vencieron a los osilianos en el campo de batalla, capturaron la fortaleza de Kaarma y apresaron a Vesse quien, tras ser torturado, lo ejecutaron colgado por los codos desde una catapulta. Los osilianos siguieron enfrentados a los cruzados y no fue hasta la primavera de 1345 que firmaron un tratado de paz.